# Kiberg
Kiberg (norueguês) or Kiiperi (kven) é uma vila na municipalidade de Vardø no leste do condado de Finnmark na Noruega. Está localizada na extremidade leste da Península de Varanger, ao longo do Mar de Barents. Kiberg é o segundo maior povoado do município de Vardø. Situa-se a cerca de 10 quilômetros a sudoeste do centro municipal, a cidade de Vardø. O Kibergsneset (Cabo Kiberg) é o ponto mais oriental do continente norueguês e está localizado a leste do vilarejo. O vilarejo de 0,28 quilômetro quadrado de 202 habitantes, o que dá ao vilarejo uma densidade populacional de 721 habitantes/km².

## História

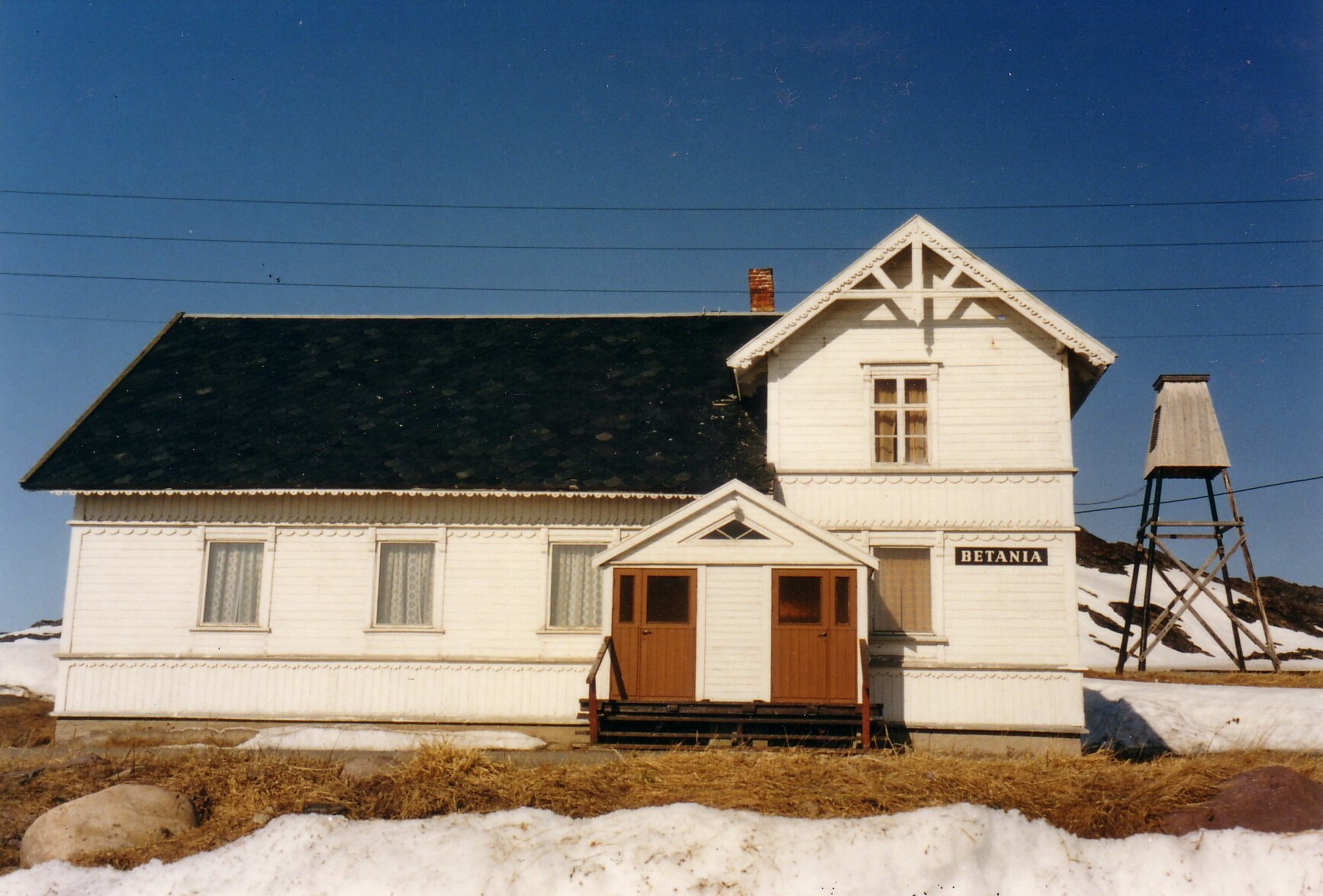
A capela em Kiberg

### Queima de bruxas
Duas mulheres de Kiberg, Mari Jørgensdatter e Kirsti Sørensdatter, foram queimadas na fogueira durante os julgamentos de bruxas de 1621 em Vardø. O governador escocês de Vardø, John Cunningham (ca. 1575 - 1651), também conhecido como Hans Køning, esteve presente no tribunal durante a audiência contra Mari Jørgensdatter em 29 de janeiro de 1621 e no julgamento de Kirsti Sørensdatter em 16 e 28 de abril.

### Comércio de Pomor
Durante os dias do comércio promor, que terminou como resultado das mudanças introduzidas pela revolução russa em 1917, Kiberg era um centro de atividade russa, a tal ponto que a vila era chamada de "Lille Moskva" (Pequena Moscou).

### Segunda Guerra Mundial
Durante a Segunda Guerra Mundial, 45 homens da aldeia serviram nas forças militares soviéticas. Dezoito desses guerrilheiros sobreviveram à guerra e dezessete retornaram à aldeia.
Em 25 de setembro de 1940, alguns meses após a Alemanha nazista ocupar a Noruega, três barcos de pesca deixaram o porto de Kiberg em meio a um nevoeiro denso em direção à União Soviética com 48 passageiros a bordo, incluindo crianças pequenas. Quando chegaram a Vayda-Guba, foram recebidos por navios da marinha soviética e levados para a base naval em Polyarny, onde foram interrogados pelo NKVD sobre seus motivos para vir para a União Soviética. Depois de algumas semanas, eles foram libertados e enviados para Murmansk. Os homens concordaram em alistar-se na Frota do Norte ou na NKVD, enquanto as mulheres e as crianças foram enviadas para Shadrinsk para trabalhar numa quinta estatal. Outros logo seguiram esses refugiados. No total, mais de 100 pessoas fugiram da Finnmark ocupada para a União Soviética em 1940.
Depois que os nazistas atacaram a União Soviética, alguns desses refugiados retornaram à Noruega para servir como guerrilheiros, relatando os movimentos de navios alemães. 
A maioria dos guerrilheiros foi morta pelos alemães, especialmente em 1943, mas alguns sobreviveram. (Um deles foi Aksel Jacobsen Bogdanoff, que tem uma segunda reivindicação à fama — em 1953, ele e seu irmão encontraram e atiraram no último urso polar visto em Finnmark.
Por terem se envolvido com a União Soviética, os guerrilheiros sobreviventes e seus ajudantes foram tratados como suspeitos pela polícia de vigilância norueguesa durante a Guerra Fria. Em 1992, o rei norueguês pediu-lhes desculpas em nome do Estado.